# Huiskraai
De huiskraai (Corvus splendens) is een zangvogel uit de familie kraaien (Corvidae). De huiskraai is een standvogel uit Azië en is in andere gebieden zoals Afrika en Australië ingevoerd.

## Kenmerken
De huiskraai heeft een grijs, glanzend verenkleed dat het gezicht, de kruin, hals en de bovenborst bedekt. De huiskraai heeft geen wit in zijn verenkleed en is met 40 cm kleiner dan de Kaapse roek (Corvus capensis), groter dan de kauw (Corvus monedula).

## Verspreiding
Deze soort komt voor van Pakistan tot Thailand en telt vijf ondersoorten:
- C. s. zugmayeri: van zuidelijk Iran via Pakistan tot het noordelijk-centraal India.
- C. s. splendens: centraal en zuidelijk India, Nepal, Bangladesh en Bhutan.
- C. s. protegatus: zuidwestelijk India en Sri Lanka.
- C. s. maledivicus: de Maldiven.
- C. s. insolens: Myanmar, zuidelijk China en zuidwestelijk Thailand.

Ook ingevoerd naar oost- en zuidelijk Afrika en wordt in de omgeving van Zanzibar, Port Sudan, Maputo, Inhaca-eiland, Durban en Oost-Londen alsook in Kaapstad aangetroffen. In sommige havensteden is de soort zeer talrijk en wordt vaak beschouwd als een plaag. Sinds de jaren 1990 kan de huiskraai ook in Europa worden aangetroffen.

## Status
De grootte van de populatie is niet gekwantificeerd maar de soort wordt omschreven als zeer talrijk. Op de Rode lijst van de IUCN heeft deze soort de status niet bedreigd.

### Invasieve exoot
Sinds 2016 staat deze soort op de lijst van invasieve exoten die zorgwekkend zijn voor de Europese Unie. Dit betekent dat de huiskraai niet langer in de Europese Unie mag worden ingevoerd, vervoerd, gecommercialiseerd, gekweekt, gebruikt, uitgewisseld of vrijgelaten in de natuur. Bovendien mogen deze soorten niet langer worden gehouden, uitgezonderd in het geval van gezelschapsdieren die werden verworven tot 1 jaar na de opname van de soort op de Unielijst. Verder geldt voor lidstaten de plicht om in de natuur aanwezige populaties op te sporen, te verwijderen, of als dat niet lukt, zodanig te beheren dat verspreiding en schade zoveel mogelijk wordt voorkomen.

### Status in Nederland
In 1998 en 1999 heeft de soort bij Hoek van Holland met succes gebroed. Sindsdien breidt de kolonie zich geleidelijk uit. In 2012 werden 20 tot 30 huiskraaien in Hoek van Holland en omgeving geteld.
Omdat elders de huiskraai als plaag en potentieel gevaar voor de volksgezondheid wordt beschouwd, wil de Nederlandse Voedsel- en Warenautoriteit dat de vogel door afschot uit Nederland wordt verwijderd. Hiertegen zijn de De Faunabescherming en de Partij voor de Dieren met succes in het geweer gekomen bij de rechter. Op 14 januari 2013 besloot de rechter dat de huiskraai valt onder de regels die voor alle wilde vogels in Nederland gelden en daarom niet mag worden uitgeroeid, hoogstens mag de populatie in aantallen worden beperkt.
In een hoger beroep besloot de Raad van State echter dat de kraaien wel uitgeroeid mochten worden, omdat de dreiging te groot zou zijn. Het levend vangen van de dieren bleek echter te lastig, het bedrijf berust met de taak heeft besloten terug te vallen op het afschieten van de dieren in het wild, met een luchtbuks. Dit tot woede van enkele bewoners.

### Status in België
Voorlopig (mei 2023) heeft de soort zich nog niet gevestigd in België.